# اد لینچ
اد لینچ (انگلیسی: Ed Lynch؛ زادهٔ ۲۹ آوریل ۱۹۲۹) دوچرخه‌سوار اهل ایالات متحده آمریکا است. وی در بازی‌های المپیک تابستانی ۱۹۴۸ شرکت کرده است.